# Československá hokejová liga 1961/1962
19. ročník československé hokejové ligy 1961/62 se hrál pod názvem I. liga.

## Herní systém
12 účastníků hrálo v jedné skupině, a to nejprve dvoukolově systémem každý s každým. Poté byli rozděleni podle umístění na 2 skupiny (o 1. – 6. místo a o 7. – 12. místo). V obou skupinách se hrálo dvoukolově každý s každým o titul, resp. o udržení.

## Pořadí po základní části
| Poř. | Tým                     | Zápasy | Výhry | Remízy | Porážky | Skóre  | Body |
| ---- | ----------------------- | ------ | ----- | ------ | ------- | ------ | ---- |
| 1.   | Slovan Bratislava       | 22     | 16    | 3      | 3       | 119:58 | 35   |
| 2.   | Rudá hvězda Brno        | 22     | 16    | 2      | 4       | 129:65 | 34   |
| 3.   | Spartak Praha Sokolovo  | 22     | 14    | 2      | 6       | 98:57  | 30   |
| 4.   | Dukla Jihlava           | 22     | 14    | 1      | 7       | 90:80  | 29   |
| 5.   | Tesla Pardubice         | 22     | 10    | 3      | 9       | 93:91  | 23   |
| 6.   | Spartak Plzeň           | 22     | 10    | 3      | 9       | 74:78  | 23   |
| 7.   | VŽKG Ostrava            | 22     | 9     | 4      | 9       | 80:75  | 22   |
| 8.   | SONP Kladno             | 22     | 8     | 3      | 11      | 97:112 | 19   |
| 9.   | VTŽ Chomutov            | 22     | 8     | 0      | 14      | 73:111 | 16   |
| 10.  | VTJ Dukla Litoměřice    | 22     | 5     | 2      | 15      | 84:132 | 12   |
| 11.  | CHZ Litvínov            | 22     | 3     | 5      | 14      | 80:113 | 11   |
| 12.  | Slavoj České Budějovice | 22     | 3     | 4      | 15      | 82:135 | 10   |

## Skupina o 1. - 6. místo
| Poř. | Tým                    | Zápasy | Výhry | Remízy | Porážky | Skóre   | Body |
| ---- | ---------------------- | ------ | ----- | ------ | ------- | ------- | ---- |
| 1.   | Rudá hvězda Brno       | 32     | 24    | 3      | 5       | 183:91  | 51   |
| 2.   | Slovan Bratislava      | 32     | 22    | 5      | 5       | 161:83  | 49   |
| 3.   | Dukla Jihlava          | 32     | 20    | 3      | 9       | 136:115 | 43   |
| 4.   | Spartak Praha Sokolovo | 32     | 18    | 2      | 12      | 123:98  | 38   |
| 5.   | Spartak Plzeň          | 32     | 13    | 4      | 15      | 100:113 | 30   |
| 6.   | Tesla Pardubice        | 32     | 10    | 3      | 19      | 118:150 | 23   |

## Skupina o 7. - 12. místo
| Poř. | Tým                     | Zápasy | Výhry | Remízy | Porážky | Skóre   | Body |
| ---- | ----------------------- | ------ | ----- | ------ | ------- | ------- | ---- |
| 7.   | SONP Kladno             | 32     | 17    | 4      | 11      | 175:148 | 38   |
| 8.   | VŽKG Ostrava            | 32     | 11    | 6      | 15      | 120:114 | 28   |
| 9.   | VTŽ Chomutov            | 32     | 12    | 0      | 20      | 119:171 | 24   |
| 10.  | Slavoj České Budějovice | 32     | 8     | 5      | 19      | 134:191 | 21   |
| 11.  | CHZ Litvínov            | 32     | 7     | 6      | 19      | 123:163 | 20   |
| 12.  | VTJ Dukla Litoměřice    | 32     | 8     | 3      | 21      | 130:185 | 19   |

## Nejlepší střelci
- Josef Vimmer (SONP Kladno) – 38 gólů[2]
- Jiří Dolana (Tesla Pardubice) – 32 gólů
- Jaroslav Volf (SONP Kladno) – 32 gólů
- Jozef Golonka (Slovan Bratislava) – 31 gólů
- Jan Havel (Dukla Litoměřice) – 29 gólů
- Jaroslav Jiřík (Rudá hvězda Brno) – 28 gólů
- Luděk Bukač (Dukla Jihlava) – 27 gólů
- Josef Klíma (VTŽ Chomutov) – 26 gólů
- Josef Bárta (Slovan Bratislava) – 25 gólů
- Ján Starší (Slovan Bratislava) – 25 gólů

## Soupisky mužstev

### ZKL Brno
Vladimír Nadrchal (27/2,44),
Karel Ševčík (10/2,50) –
Jiří Andrt (17/4/2/-),
František Mašlaň (30/6/3/-),
Jaromír Meixner (22/5/5/6),
Ladislav Olejník (31/6/5/-),
Rudolf Potsch (31/15/14/-),
Jan Soukup (12/4/1/-) –
Slavomír Bartoň (2/0/0/-),
Vlastimil Bubník (19/12/19/-),
Josef Černý (31/15/12/28),
Bronislav Danda (25/11/12/-),
Jaroslav Jiřík (31/28/11/-),
Zdeněk Kepák (15/8/9/-),
Václav Pantůček (21/17/10/-),
Rudolf Scheuer (30/7/8/-),
Karel Skopal (32/23/14/-),
František Ševčík (22/9/7/-),
Vladimír Šubrt (5/1/0/-),
Karel Šůna (5/0/1/-),
František Vaněk (15/6/9/-),
Ivo Winkler(20/4/12/-) –
trenér Vladimír Bouzek

### CHZ Litvínov
Josef Bruk (31/-),
Bohuslav Křepelka (6/-),
Josef Procházka (4/-) -
Miroslav Beránek (1/0/0/-),
František Dům (29/3/1/-),
Ivan Kalina (30/3/3/-),
Vladimír Kýhos (32/4/5/-),
Tibor Mekyňa (30/4/0/-) -
Josef Beránek (11/0/0/-),
Vladimír Čechura (32/15/0/-),
Vlastimil Galina (32/13/4/-),
Jan Hroch (18/1/6/-),
Jaromír Hudec (28/14/9/-),
Miroslav Kluc (20/16/5/-),
Zdeněk Nádvorník (31/5/0/-),
Miroslav Říha (30/7/4/-),
Ladislav Štěrba (26/10/7/-),
Jaroslav Walter (25/8/12/-),
Jiří Zíma (17/2/4/-),
Zdeněk Zíma (31/17/13/30)

## Zajímavosti
- Litvínov měl původně sestoupit, ale TJ Spartak Tatra Kolín, který vyhrál svoji skupinu II. ligy, se účasti v I. lize vzdal, a tak Litvínov po nabídce Ústřední sekce ledního hokeje zůstal v I. lize i pro další ročník. Od té doby je jejím nepřetržitým účastníkem.
- Z II. ligy postoupil TJ Spartak Brno ZJŠ.
- TJ Slovan CHZJD Bratislava měl velkou naději na získání mistrovského titulu, doma porazil RH Brno 10:1. O titul ho nakonec připravila jediná domácí porážka až v posledním kole soutěže (se TJ Spartakem Praha Sokolovo 1:2).